# Ziegelhütte (Schillingsfürst)
Ziegelhütte ist ein Gemeindeteil der Stadt Schillingsfürst im Landkreis Ansbach (Mittelfranken, Bayern). Ziegelhütte liegt in der Gemarkung Schillingsfürst.

## Geographie
Der Weiler liegt über anderthalb Kilometer östlich der Stadtmitte von Schillingsfürst auf dem leicht nach Osten einfallenden Höhenrücken, der im Westen auf dem Sporn des Schillingsfürster Schlosses beginnt. Im Norden und im Süden rahmen Wälder seine Flur ein; der Hangwald im Norden entwässert über einen Oberlauf des Hagenbachs zur Altmühl. Östlich des Weilers entsteht der Erlbacher Mühlbach, der ebenfalls über die Altmühl, südwestlich des Weilers die Sulzach, die über die Wörnitz zur Donau entwässert.
Eine Gemeindeverbindungsstraße führt nach Schorndorf (1,3 km östlich) bzw. die Staatsstraße 2246 kreuzend von da an als Kreisstraße AN 5 nach Schillingsfürst (1,3 km westlich).

## Geschichte
Ziegelhütte gehörte zum hohenlohischen Amt Schillingsfürst. 1804 gab es im Ort sechs Untertansfamilien. Der Feldbau und die Viehzucht galt zu dieser Zeit als vortrefflich.
Mit dem Gemeindeedikt (frühes 19. Jahrhundert) wurde Ziegelhütte dem Steuerdistrikt und der Munizipalgemeinde Schillingsfürst zugeordnet.

### Baudenkmal
- Haus Nr. 5: Taufsteinbecken, frühes 16. Jahrhundert; im Garten[7]

### Einwohnerentwicklung
| Jahr      | 001818 | 001840 | 001861 | 001871 | 001885 | 001900 | 001925 | 001950 | 001961 | 001970 | 001987 |
| Einwohner | 21     | 29     | 23     | 26     | 25     | 26     | 24     | 27     | 17     | 12     | 16     |
| Häuser    | 5      | 4      |        |        | 5      | 5      | 5      | 6      | 6      |        | 8      |
| Quelle    | [ 9 ]  | [ 10 ] | [ 11 ] | [ 12 ] | [ 13 ] | [ 14 ] | [ 15 ] | [ 16 ] | [ 17 ] | [ 18 ] | [ 1 ]  |

## Religion
Der Ort ist evangelisch-lutherisch geprägt und bis heute nach St. Kilian (Schillingsfürst) gepfarrt. Die Einwohner römisch-katholischer Konfession sind nach Kreuzerhöhung (Schillingsfürst) gepfarrt.